# Verschlingung

Die Borromäischen Ringe sind eine Verschlingung von drei Komponenten.

Eine Verschlingung eines Kreises mit einer Kleeblattschlinge.

In der Knotentheorie, einem Teilgebiet der Mathematik, ist eine Verschlingung (auch Link oder Verkettung) eine Menge von Knoten, die sich nicht schneiden, die aber ineinander verschlungen sein können.
Die Projektion einer Verschlingung auf eine Ebene wird als Verschlingungsdiagramm bezeichnet.
Der Mathematiker Carl Friedrich Gauß fand mit der Verschlingungszahl eine der ersten Invarianten für Verschlingungen.

## Beispiele
- Hopf-Verschlingung
- Whitehead-Verschlingung
- Borromäische Ringe
- Gleisverschlingung